# Giuseppe Federico Palombini
Giuseppe Federico Palombini ou Joseph Friedrich von Palombini, né le 3 décembre 1774 à Rome et mort le 25 avril 1850 à Grochwitz en Prusse, est un militaire italien ayant servi durant les guerres napoléoniennes. Il rejoint l'armée de la République cispadane en 1796 et combat à Faenza en 1797. Chef d'un régiment de dragons en 1798 puis du régiment de dragons Napoleone de l'armée de la République cisalpine en 1802, il se bat en tant qu'allié de la France à Colberg et Stralsund en 1807. Il épouse la fille de Jean-Henri Dombrowski en 1806.
Transféré en Espagne, Palombini sert à la division du général Domenico Pino à Roses, Cardedeu, Molins de Rei, Valls et Gérone. Promu général de brigade en 1809, il se distingue également à El Pla et Tarragone en 1811, avant d'être élevé au grade de général de division. Il dirige ses troupes à Sagonte, Valence et Castro Urdiales entre 1811 et 1813, retourne ensuite en Italie et affronte les Autrichiens dans divers combats. Après l'effondrement du royaume d'Italie en 1814, il rejoint l'armée autrichienne en qualité de feld-maréchal-lieutenant. Il prend sa retraite en 1824 et meurt en 1850 dans le château de sa femme à Grochwitz, près de Herzberg.

## Biographie

### Début de carrière
Giuseppe Federico Palombini naît le 3 décembre 1774 à Rome, dans les États pontificaux, du mariage de Pietro Palombini et Teresa Spada. Il étudie le dessin à l'école. Le 1er novembre 1796 ou quelques jours plus tôt, il s'enrôle dans la 5e cohorte de l'armée de la République cispadane. Promu sergent-major le 7 novembre et second-lieutenant le 21 décembre 1796, sa première bataille a lieu le 2 février 1797 à Faenza contre les troupes pontificales. Il devient premier lieutenant le 10 mai et capitaine adjoint major le 25 mai 1798. Il démissionne ensuite de l'armée de la République cisalpine (État successeur de la République cispadane) le 9 septembre suivant pour prendre un poste de colonel de la gendarmerie de la République romaine. En novembre de la même année, son unité est transformée en régiment de dragons et participe à la bataille de Fano le 11 juillet 1799.
Palombini participe au siège d'Ancône du 14 octobre au 13 novembre 1799. La garnison française, encerclée par environ 8 000 Autrichiens et une flotte russo-ottomane, se rend avec les honneurs aux Autrichiens mais est placée en liberté conditionnelle en France sur la promesse de ne plus se battre contre l'Autriche jusqu'à ce qu'ils soient échangés. Palombini est blessé à l'épaule le 2 novembre en repoussant une attaque ennemie. Le commandant français Jean-Charles Monnier le recommande pour une promotion au grade de général de brigade, qui demeure toutefois sans suite. Après Ancône, Giuseppe Lechi envoie Palombini à Bourg-en-Bresse pour y organiser un bataillon de la Légion italique puis, à l'occasion de la trêve qui suit la bataille de Marengo en juin 1800, le nomme président de la commission des comptes de sa division. En octobre, Palombini conduit le bataillon romain, fort de 170 hommes, de la division de Domenico Pino pendant l'invasion du grand-duché de Toscane. Après une première rencontre le 14 janvier 1801, durant laquelle il conduit l'avant-garde, la campagne se termine par la prise de Sienne.
Palombini rentre à Milan à la fin de la guerre de la deuxième coalition sans trouver d'emploi pour lui dans l'armée de la République cisalpine. Malgré les recommandations de Lechi et Pino, sa demande de nomination au grade de général de brigade est rejetée par le gouvernement. Le ministre de la Guerre Giovanni Tordorò lui trouve un poste administratif en novembre 1801. Il est finalement nommé commandant d'un bataillon du 1er régiment d'infanterie légère le 2 novembre 1802.

### Campagnes extérieures

#### Europe du Nord, 1804-1807
Le 23 février 1804, Palombini devient chef de brigade (colonel) du 2e régiment de hussards italiens. Il conduit l'unité au camp de Boulogne. Son régiment est ensuite transformé en dragons Napoleone. Le 28 août 1806, il épouse Caroline Amalia Béatrice Dombrowski, la fille du général polonais Jean-Henri Dombrowski. Il est ordonné chevalier de l'ordre de la Couronne de fer en 1806 et, par la suite, commandeur de l'ordre. Il fait partie du contingent italien envoyé en Allemagne pour la guerre de la quatrième coalition. Les dragons Napoléon et de la Reine combattent au siège de Colberg, du 20 mars au 2 juillet 1807. Le commandant de la division italienne, Pietro Teulié, est tué au cours de cette opération infructueuse. En juillet, la division est engagée lors du siège de Stralsund qui commence le 15 janvier 1807. Sous les ordres de Pino, les deux régiments de dragons rejoignent les assiégeants jusqu'au 20 août, date de l'évacuation de Stralsund par les Suédois.

#### Espagne, 1808-1809
En 1808, Palombini prend part à la guerre d'Espagne au sein de la division de Pino et reste sur place jusqu'en 1813. Conduite par Guillaume Philibert Duhesme, l'armée française abandonne le siège de Gérone à la mi-août 1808, ce qui incite l'empereur Napoléon Ier à envoyer davantage de soldats en Catalogne. À la différence des précédents renforts, qui étaient de « simples raclures des dépôts », des formations d'élite prennent le chemin de la péninsule, en l'occurrence la division française de Joseph Souham et la division italienne de Pino. La 5e division de Pino est alors composée des 1er et 2e régiments italiens d'infanterie légère ainsi que du 6e régiment d'infanterie de ligne à trois bataillons chacun, de deux bataillons du 4e de ligne et des 5e et 7e de ligne à deux bataillons chacun. La brigade de cavalerie italienne de Jacques Fontane est constituée des chasseurs royaux et du 7e dragons (Napoleone). Sur ordre de l'Empereur, toutes les troupes impériales présentes en Catalogne forment le 7e corps commandé par le général Laurent de Gouvion-Saint-Cyr.

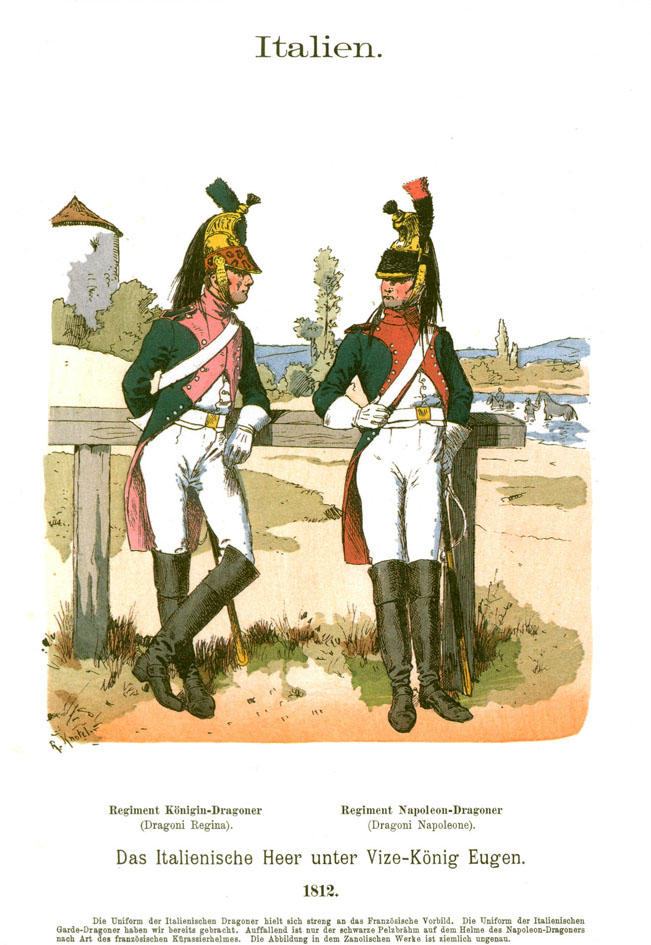
Dragons Regina (à gauche) et Napoleone (à droite) de l'armée royale italienne.

Le siège de Roses dure du 7 novembre au 5 décembre 1808 et s'achève par la reddition de la garnison espagnole. La division du général Honoré Charles Reille et celle de Pino sont employées au siège alors que la division Souham et celle de Louis François Jean Chabot constituent la réserve. La cavalerie n'est pas mentionnée. La division Pino perd 30 officiers et 400 hommes tués ou blessés au cours du siège. Après la chute de Roses, Saint-Cyr fait le choix audacieux de se porter au secours de Barcelone. Il emmène avec lui les divisions Pino, Souham et Chabot, ne laissant en arrière que la division Reille. Étant donné que ses forces, dont l'effectif se monte à 15 000 fantassins et 1 500 cavaliers, doivent cheminer par des sentiers escarpés à travers les collines, Saint-Cyr ne dispose d'aucune artillerie et seulement du ravitaillement pouvant être transporté à dos de mulet.
Le 16 décembre 1808 a lieu la bataille de Cardedeu. Face aux 9 000 Espagnols commandés par Juan Miguel de Vives y Feliu qui lui barrent la route, Saint-Cyr laisse la petite division Chabot en arrière-garde et envisage de lancer les 13 000 hommes des divisions Pino et Souham à l'assaut des lignes ennemies. Le général en chef français insiste pour que l'assaut soit mené en premier lieu par la division Pino formée en colonne. Cependant, Pino désobéit aux ordres et déploie en ligne les sept bataillons de sa brigade. L'attaque initiale bouscule la première ligne espagnole mais est repoussée par la deuxième ligne. Saint-Cyr demande alors à Souham d'enfoncer l'aile droite adverse avec sa division et à Pino de jeter les six bataillons de sa deuxième brigade dans le combat. Alors que le dispositif espagnol commence à craquer sous le poids des deux colonnes, le commandant français ordonne aux deux régiments de cavalerie italiens de charger le centre espagnol, ce qui précipite la déroute des troupes de Vives. Saint-Cyr évalue ses pertes à 600 hommes alors que celles des Espagnols sont de 1 000 tués ou blessés, 1 500 prisonniers et cinq canons.

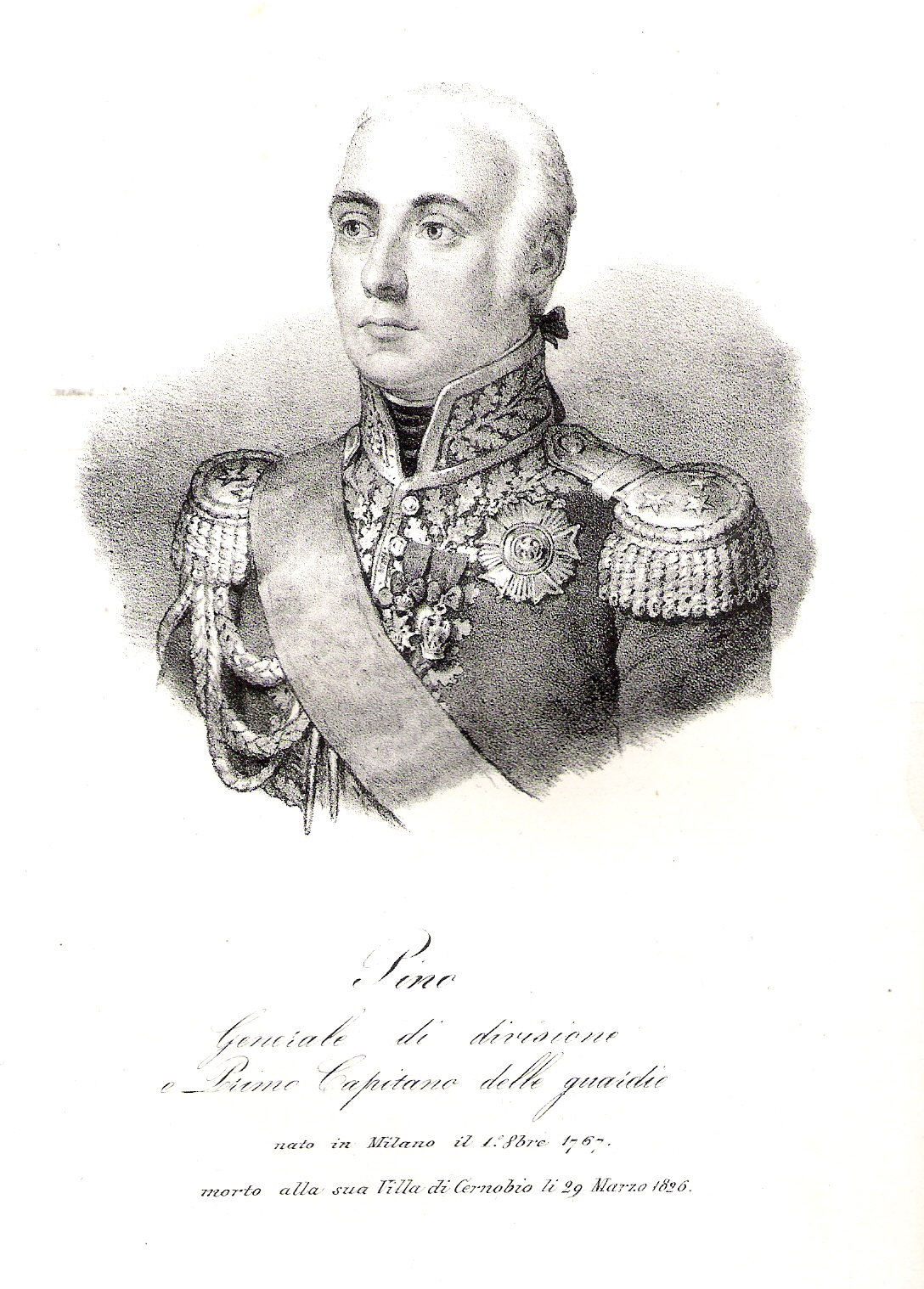
Le général Domenico Pino.

Une fois Barcelone secourue, l'armée espagnole recule derrière la rivière du Llobregat. Vives ayant été séparé de son armée après Cardedeu, c'est désormais Théodore de Reding de Biberegg qui assume le commandement. Lors de la bataille de Molins de Rei, qui a lieu le 21 décembre 1808, Saint-Cyr ordonne à la division française de Joseph Chabran de mener une attaque de diversion sur le flanc gauche espagnol. Mordant à l'hameçon, Reding renforce sa gauche en prélevant des unités de son flanc droit. Saint-Cyr concentre alors les forces de Souham, Pino et Chabot contre l'aile droite espagnole affaiblie et la submerge : 
1 200 Espagnols sont faits prisonniers et 25 pièces d'artillerie capturées. Palombini est promu général de brigade le 14 février 1809.
Malgré sa défaite à Molins de Rei, l'armée de Reding reçoit peu après des renforts et le moral des hommes s'en trouve amélioré. Après une série de manœuvres, Reding décide de regagner sa base de Tarragone. En apprenant ce mouvement, Saint-Cyr fait bloquer toutes les routes pouvant être utilisées par son adversaire en positionnant la division Souham à Valls et celle de Pino au Pla d'Urgell. Après une marche de nuit, Reding entre en contact avec la division Souham le matin du 25 février : c'est la bataille de Valls. Au cours de la matinée, les forces supérieures en nombre de Reding obligent Souham à lâcher pied et croient s'ouvrir un passage vers Tarragone, mais Saint-Cyr en personne arrive aux alentours de midi avec les deux régiments de cavalerie italiens. À la vue de ces renforts qu'il juge importants, Reding replie ses troupes fatiguées derrière la rivière Francolí ; du côté français, la division Pino, victime d'une confusion dans les ordres, ne peut déboucher sur le terrain avant 16 h. Sitôt cette dernière arrivée, Saint-Cyr range ses deux divisions en quatre colonnes d'une brigade chacune, avec la cavalerie italienne au centre des colonnes et les dragons français du 24e régiment sur le flanc droit. Alors que les troupes françaises sont à moins de 100 m de leurs lignes, les Espagnols délivrent une puissante volée de mousqueterie, mais en voyant les assaillants continuer d'avancer à travers la fumée, les soldats de Reding abandonnent toute discipline et prennent la fuite. Au prix de 1 000 hommes hors de combat, les troupes impériales infligent une perte de 3 000 tués, blessés ou prisonniers à leurs adversaires et s'emparent de leurs bagages ainsi que de toute leur artillerie. Au cours d'une mêlée avec des dragons français, le général Reding est mortellement blessé.
Ce nouveau succès français n'empêche pas les opérations de se poursuivre. Ainsi, le troisième siège de Gérone fait rage du 6 juin au 10 décembre 1809. Selon l'historien Digby Smith, les pertes au sein de la garnison espagnole sont de 5 122 tués et 4 248 prisonniers alors que les troupes impériales déplorent 15 000 victimes, dont la moitié de maladie. Les assiégeants, au nombre de 14 000, sont dirigés par le général Jean Antoine Verdier et appartiennent aux divisions Lechi, Verdier et Annet Morio de L'Isle ; un deuxième contingent, sous le commandement direct de Saint-Cyr et fort également de 14 000 soldats, reste en réserve. Palombini est à ce moment à la tête d'une brigade de cavalerie de 912 hommes attachée à la division Pino, demeurée elle aussi en réserve. Le 1er juin 1809, sa brigade compte six escadrons appartenant aux régiments italiens de chasseurs à cheval et de dragons. Le 10 juillet, une colonne de secours espagnole est prise en embuscade et détruite par la division Pino, perdant 40 officiers et 878 prisonniers. La garnison espagnole de Gérone déjoue néanmoins une attaque des forces impériales le 19 septembre. Après ce fiasco, les 1 000 survivants de la division Lechi sont incorporés dans la division Pino. Saint-Cyr décide pour sa part de maintenir le blocus et d'affamer la garnison plutôt que de gaspiller davantage de vies dans des assauts inutiles. La division Pino bat une autre colonne de secours le 26 septembre et saisit son ravitaillement. Le 7 novembre, la même unité pille et incendie le grand dépôt de ravitaillement espagnol à Hostalric.

#### Espagne, 1810-1811

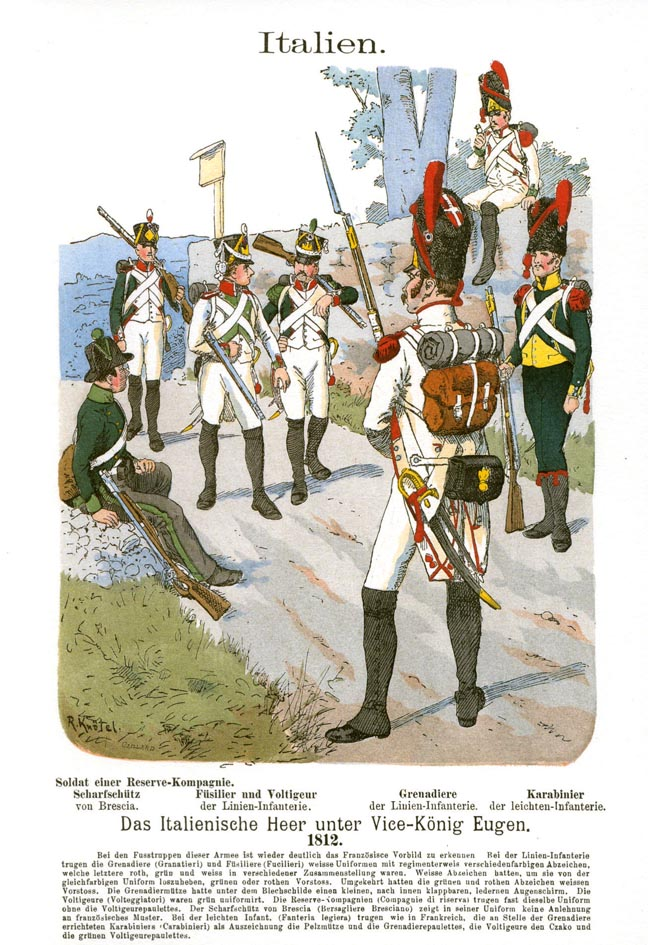
Infanterie légère et de ligne du royaume d'Italie, par Richard Knötel.

Le 15 janvier 1810, le 7e corps d'armée est sous le commandement du maréchal Pierre Augereau. À cette date, la division Pino compte 238 officiers et 6 346 hommes présents sous les armes, 201 détachés, 2 409 malades à l'hôpital et 93 prisonniers. Avec les divisions Pino et Souham, Augereau lance une expédition au mois de janvier au cours de laquelle tous les miquelets (miliciens) capturés sont pendus. En représailles, les Espagnols commencent à tuer tous les soldats impériaux tombés entre leurs mains. Le 15 mars, le général Philippe Severoli prend le commandement de la division italienne en remplacement de Pino, parti en congé. Le 24 avril, Napoléon choisit de remplacer Augereau par un autre maréchal de création plus récente, Étienne Macdonald. Le nouveau commandant annule l'ordre d'Augereau d'exécuter tous les partisans capturés et emploie la division Severoli pour escorter de grands convois à Barcelone en juin, juillet et août. En 1810, Palombini est nommé officier de la Légion d'honneur.
Le 2 janvier 1811, le 3e corps du général Louis-Gabriel Suchet conclut avec succès le siège de Tortose. N'étant plus employé comme force de réserve, Macdonald entame une patrouille de grande envergure avec 12 000 hommes, d'abord à Lérida et Tarragone. La division italienne s'avance en tête, suivie à cinq kilomètres de distance par trois brigades françaises et un régiment de cavalerie. Lorsque Eugène François Orsatelli détecte la division espagnole de Pedro Sarsfield (en) à proximité, il choisit imprudemment d'attaquer avec 2 500 fantassins et 30 cavaliers, donnant lieu à la bataille d'El Pla (en). Sarsfield, avec 3 000 fantassins et 800 cavaliers, repousse la brigade italienne d'avant-garde : les hommes d'Orsatelli se ressaisissent avec l'arrivée de la brigade Palombini, mais la cavalerie espagnole, supérieure en nombre, enveloppe cette dernière par le flanc droit et la rompt. La journée est sur le point de tourner au désastre lorsque le colonel Jacques-Antoine-Adrien Delort surgit avec son 24e de dragons et tient en échec les Espagnols victorieux. Les pertes des Italiens sont de 600 hommes, dont Orsatelli mortellement blessé, alors que celles de Sarsfield ne s'élèvent qu'à 160 soldats.

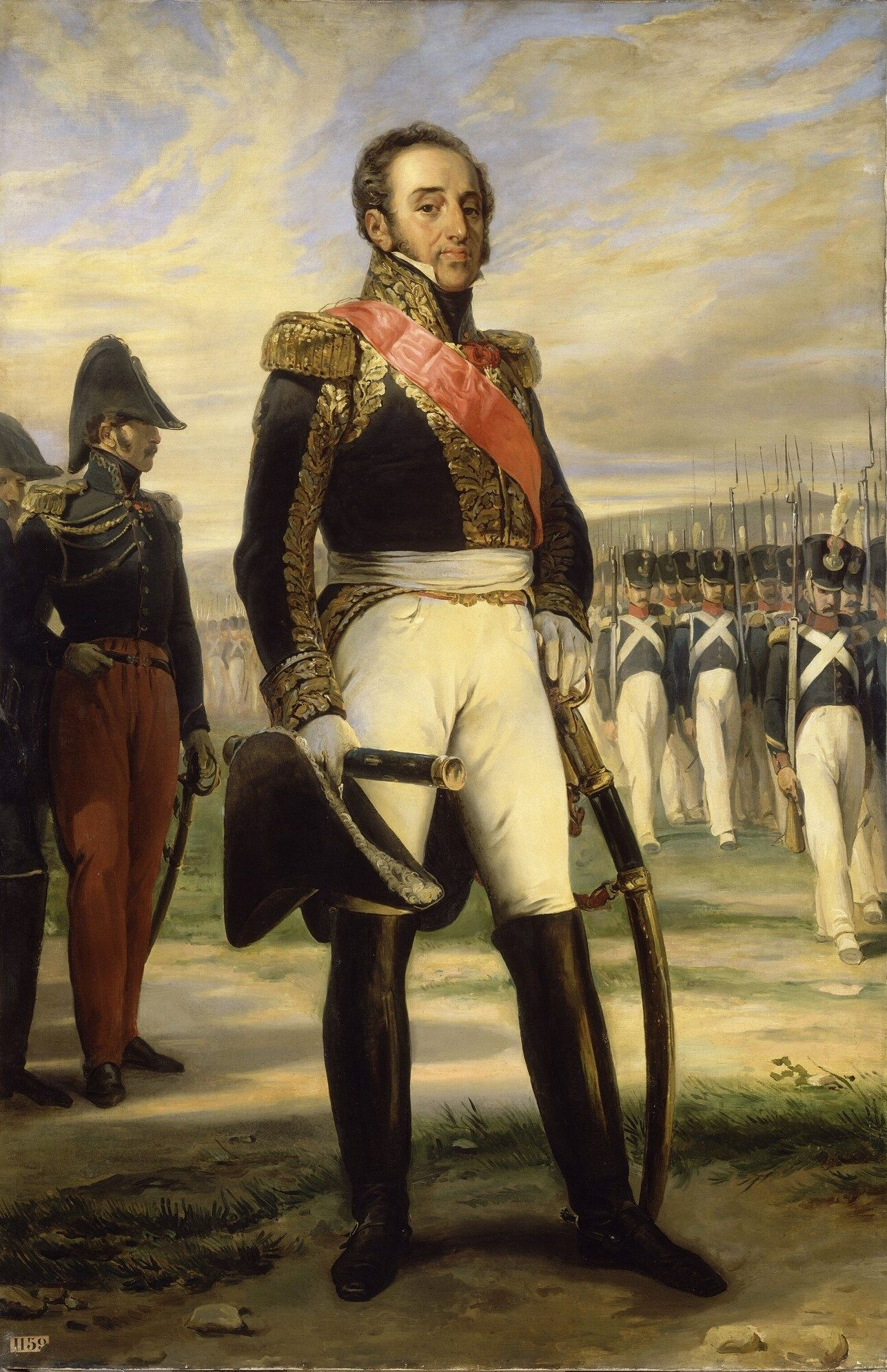
Le maréchal Louis-Gabriel Suchet.

Le 10 mars 1811, Napoléon transfère une grande partie du 7e corps — dont la division italienne — au 3e sous les ordres de Suchet. Durant le siège de Tarragone, les deux brigades italiennes servent dans une division mixte dirigée par Jean Isidore Harispe et couvrent le siège du côté est. Le 21 juin 1811, à 19 h, Palombini mène l'assaut en colonnes contre la ville basse. L'attaque, conduite par 1 500 grenadiers et voltigeurs issus de divers régiments ainsi que par une brigade française, est un succès et la ville basse est emportée au prix de 120 tués et 362 blessés. Au cours de l'assaut final, le 28 juin, Juan de Courten et 3 000 Espagnols tentent de s'échapper par le secteur est de Tarragone mais sont interceptés par les Italiens : certains s'échappent par la mer grâce à la Royal Navy, une poignée se dispersent dans les collines, beaucoup d'autres sont sabrés sur la plage par la cavalerie impériale mais la plupart sont capturés.
Le 11 juillet 1811, Palombini est promu général de division. Cette année-là, Napoléon l'élève à la dignité de baron de l'Empire. Le 15 juillet 1811, le 3e corps devient l'armée d'Aragon, avec Luigi Gaspare Peyri au commandement de la division italienne. L'ancienne division Pino est encore composé des 1er et 2e légers ainsi que des 4e, 5e et 6e régiments d'infanterie de ligne, auxquels s'ajoutent les chasseurs royaux et les dragons Napoleone. Palombini dirige une colonne à travers Caldes de Montbui et Sant Feliu de Codines pour rejoindre le gros des forces de Suchet à Centelles. À l'issue de la prise de Montserrat le 25 juillet, la brigade Palombini est chargée de tenir l'abbaye du même nom, qui servait jusqu'alors de base d'approvisionnement pour l'insurrection catalane.

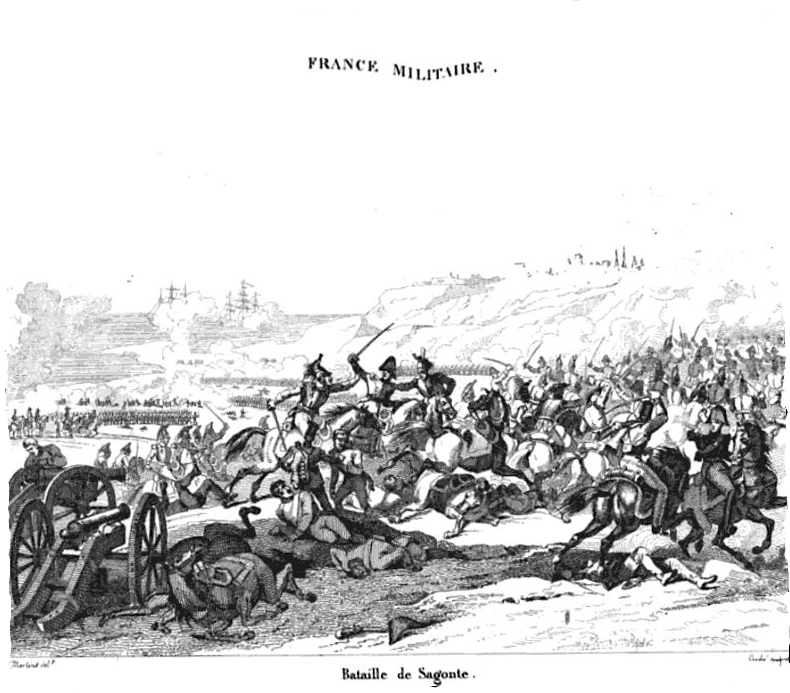
La charge du 13e cuirassiers à la bataille de Sagonte.

Dans la foulée, Suchet entreprend la conquête de la province de Valence avec 22 000 soldats répartis entre trois divisions françaises (Harispe, Louis François Félix Musnier et Pierre Joseph Habert), la division italienne Palombini, une faible brigade de Napolitains, la cavalerie et l'artillerie. La division Palombini aligne à cette période 6 219 hommes en deux brigades, celle de Paul de Verbigier de Saint-Paul avec le 2e léger (2 200 hommes) et le 4e de ligne (1 660 hommes), et celle d'Éloi Charles Balathier qui a sous ses ordres les 5e (930 hommes) et 6e de ligne (1 429 hommes). Le 15 septembre 1811, l'armée de Suchet progresse en trois colonnes, le centre étant dirigé par Palombini avec sa propre division et les 1 500 Napolitains. Le 19 septembre, les troupes de Palombini rejoignent sans incident la colonne de Suchet qui longe la côte. Le 28, un assaut sur le château de Sagonte échoue, coûtant 52 hommes aux Italiens. Deux jours plus tard, les troupes de Palombini chassent une division espagnole de Segorbe. Le 20 octobre, Palombini avec une brigade française et une italienne s'empare pour quelques jours de Segorbe, qu'il finit par abandonner le 24.
La bataille de Sagonte intervient le 25 octobre 1811. Le commandant espagnol Joaquín Blake prend l'offensive avec 17 000 hommes sur son aile gauche et 10 500 à droite, secteur où se trouvent également ses meilleures troupes. De son côté, Suchet maintient le siège de Sagonte avec 4 000 hommes, y compris ceux de la brigade Balathier, et rassemble 14 000 soldats pour affronter Blake ; la brigade Saint-Paul et la cavalerie forment la réserve. Les 4 500 hommes de l'aile droite, sous les ordres de Józef Chłopicki, mettent complètement en déroute l'aile gauche de Blake, avec l'aide des dragons Napoleone du colonel Schiazetti. En revanche, l'aile droite espagnole se bat avec ardeur tandis que 1 500 cavaliers espagnols bousculent trois escadrons français au centre. Suchet ordonne alors au 13e régiment de cuirassiers de charger et à Palombini d'engager la brigade d'infanterie de réserve. Les cuirassiers mettent en déroute le gros de la cavalerie espagnole et s'emparent d'une batterie adverse ; à leur suite, la brigade Saint-Paul disperse le reste de la cavalerie ennemie et tombe sur le flanc d'une division d'infanterie espagnole, contraignant cette dernière à battre en retraite. Pour l'historien Charles Oman, c'est l'engagement de la brigade Saint-Paul qui décide du sort de la bataille.
À la suite de cette défaite, Blake positionne ses 23 000 hommes derrière la rivière Turia qui protège Valence. Le 26 décembre 1811, Suchet se porte en avant avec 30 000 hommes, détache Habert contre le flanc droit espagnol et Palombini contre le centre gauche, près de Mislata, tout en enveloppant avec le gros de ses forces l'extrémité du flanc gauche de Blake à Riba-roja de Túria. Palombini se lance à l'assaut des retranchements espagnols et subit de lourdes pertes, mais la vigueur de l'attaque convainc Blake que Palombini constitue le principal danger. Pendant ce temps, la manœuvre de Suchet sur la gauche de Blake ne rencontre que très peu d'opposition et la plupart des unités espagnoles déployées dans cette zone s'enfuient vers le sud. En fin d'après-midi, Harispe, sur le flanc droit de Suchet, rejoint Habert sur la gauche, piégeant Blake et 17 000 soldats espagnols à l'intérieur des murs de Valence. La division Palombini compte 50 tués et 355 blessés, soit l'essentiel des 521 pertes enregistrées côté français. Le siège de Valence prend fin avec la reddition de Blake le 9 janvier 1812. Le 31 décembre, l'effectif de la division Palombini est de 3 591 hommes.

#### Espagne, 1812-1813

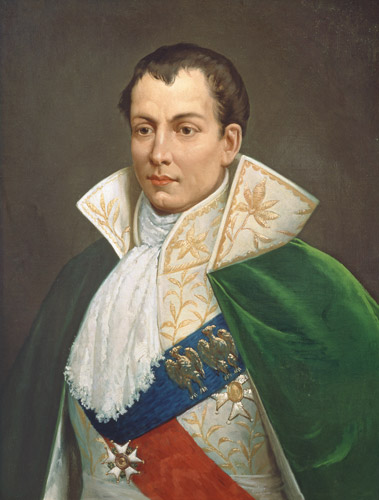
Le roi d'Espagne Joseph Bonaparte.

Sur ordre de Napoléon, la division Palombini se met en marche vers le sud de l'Aragon le 15 février 1812. Elle est bientôt affectée, avec deux autres divisions, au corps d'armée de Reille. Palombini envoie de petites patrouilles anti-guérilla autour de Teruel mais subit quelques pertes les 5 et 28 mars. Ayant appris à ne pas risquer de trop petites forces, il utilise ses troupes en masse sans parvenir à éradiquer la guérilla. Au début du mois de juillet, le roi Joseph Bonaparte s'emploie à rassembler des troupes pour aider le maréchal Marmont : il ordonne dans ce but à Palombini de se diriger sur Madrid, ce à quoi Palombini s'empresse d'obéir, alors même que Suchet demeure son supérieur immédiat. Après une marche forcée de 150 milles (241 km), la division Palombini arrive à Madrid exactement au jour prévu. Malheureusement pour lui, il est trop tard : Marmont a essuyé une sévère défaite à la bataille des Arapiles près de Salamanque le 25 juillet. Palombini est en appui de la cavalerie d'Anne-François-Charles Trelliard le 11 août, lors du combat de Majadahonda. Le 15 octobre 1812, la division Palombini comprend 142 officiers et 3 050 hommes, divisés entre le 2e léger, les 4e et 6e régiments d'infanterie de ligne, les dragons Napoleone et deux batteries d'artillerie.
Par un décret du 4 janvier 1813, de nombreux régiments napoléoniens se battant en Espagne reçoivent l'ordre de renvoyer des cadres au dépôt d'origine pour y former de nouveaux bataillons ; les effectifs restants sont alors transférés aux autres bataillons. La division Palombini doit ainsi fournir trois bataillons de cadres. Le même mois, la division Palombini doit rejoindre l'armée du Nord afin de remplacer une brigade de la Jeune Garde rappelée en France. Palombini prend ses quartiers à Poza de la Sal et envoie des patrouilles aux alentours pour fourrager et trouver de la nourriture. Dans la nuit du 10 au 11 février, les troupes espagnoles de Francisco de Longa (en) surprennent les 500 Italiens dans la ville. Palombini résiste jusqu'au matin et au retour des patrouilles qui font fuir Longa. La division italienne atteint ensuite Bilbao où elle relève la Jeune Garde le 21 février. Du 25 janvier au 13 février, la division Palombini sécurise l'accès à la route entre Burgos et Vitoria-Gasteiz. Le 24 mars près de Castro Urdiales, le général Gabriel de Mendizábal, avec 3 000 à 4 000 hommes, essaye d'encercler la division Palombini mais il est repoussé. Les Italiens admettent 110 hommes hors de combat mais ce chiffre est probablement sous-estimé. La division italienne fournit ensuite du ravitaillement à la garnison française de Santoña, encerclée par les Espagnols, avant de se diriger sur Bilbao puis en direction de Guernica où elle attaque sans succès un contingent espagnol le 2 avril. Des renforts parviennent cependant peu après à Palombini qui relance son attaque contre Guernica le 5 avril et en chasse cette fois les Espagnols.
Le 10 avril 1813, les Espagnols attaquent Bilbao. Les 2 000 hommes de la garnison résistent à grand-peine jusqu'à ce que Palombini leur porte secours. Après avoir vainement poursuivi la guérilla, la division italienne retourne à Bilbao pour y attendre des renforts. Le 25 avril, le général Maximilien Sébastien Foy quitte la ville avec 11 000 soldats issus de sa propre division, celle de Jacques Thomas Sarrut et celle de Palombini. À ce moment-là, la division italienne n'aligne plus que 2 474 hommes en cinq bataillons. Foy met le siège devant Castro Urdiales avec sa division et trois bataillons italiens. Grâce à l'action de l'artillerie de siège acheminée depuis Santoña, une brèche de 60 pieds (18 m) est créée dans les murs. Dans la soirée du 11 mai, huit compagnies d'élite italiennes attaquent la porte de la ville tandis que huit autres compagnies françaises d'élite s'engouffrent dans la brèche. Les deux assauts sont couronnés de succès mais la Royal Navy parvient à évacuer la majeure partie de la garnison espagnole lors du pillage de la ville. Peu de temps après, Palombini est rappelé en Italie. Le commandement de son ancienne division, réduite à une simple brigade de 1 500 hommes, est relevé par le général Saint-Paul à l'occasion d'une courte campagne marquée par la bataille de Tolosa le 26 juin.

#### Retour en Italie: 1813-1814
De retour dans son pays natal, Palombini reçoit le commandement de la 5e division italienne sous le vice-roi Eugène de Beauharnais. Le 7 septembre 1813, les 2 563 hommes de la brigade de Gillot Rougier (Ruggeri), appartenant à la 5e division, sont vaincus à Lipa en Croatie par les 2 100 Autrichiens du général Laval Nugent von Westmeath. Le 14 septembre, à Jelšane, sous le commandement général de Pino, la division Palombini attaque Nugent mais est incapable de le déloger de sa position. À la tombée de la nuit, les Autrichiens se retirent enfin, ayant eu 112 hommes hors de combat et trois canons détruits sur un total de 2 000 hommes et quatre canons ; les Italiens déplorent 420 pertes sur un effectif de 9 000 hommes et 12 canons, parmi lesquelles le général Pino qui a été blessé. Le 27 septembre à Cerknica, Palombini avec 5 000 hommes et sept canons est défait par Paul von Radivojevich dont les forces se montent à 4 000 Autrichiens et neuf canons. La 5e division est alors constituée du 2e léger et du 1er de ligne à un bataillon chacun, de quatre bataillons du 2e de ligne, de trois bataillons du 3e de ligne et de deux bataillons du régiment d'infanterie de Dalmatie. Les Autrichiens capturent 300 hommes, pour la plupart issus du 2e léger. Ce revers contraint Eugène à reculer vers l'ouest au-delà de la rivière Isonzo.
Le 10 mars 1814, une série d'affrontements a lieu entre Mantoue et Peschiera del Garda, dans laquelle les Autrichiens perdent 400 soldats contre 2 000 tués ou blessés chez les Franco-Italiens. À Peschiera, Palombini et ses 2 000 hommes sont une nouvelle fois battus par 3 000 Autrichiens mais les pertes restent légères des deux côtés. La division du général italien s'articule à cette date en deux brigades, celle de Rougier avec deux bataillons du 3e léger et quatre bataillons du 2e de ligne et celle de Livio Galimberti avec trois bataillons du 3e de ligne, un bataillon du 6e de ligne, le bataillon de la garde milanaise et les dragons Napoleone. Peu avant la fin du combat, Palombini replie sa division à l'intérieur des murs de la forteresse de Peschiera.

### Service autrichien
Après l'effondrement du royaume d'Italie, Palombini entre au service de l'empire d'Autriche. Le 2 juillet 1814, il reçoit le grade de feld-maréchal-lieutenant. En 1815, pendant les Cent-Jours, il campe sur le Rhin en vue d'une éventuelle campagne contre ses anciens alliés français. L'année suivante, il reçoit l'ordre de la Couronne de fer de 2e classe et est nommé en 1817 Inhaber (propriétaire) du 36e régiment d'infanterie de ligne, une unité de Bohême. Il succède à ce poste à Johann Kollowrat et est remplacé en 1850 par Franz de Colloredo-Mansfeld. Palombini quitte le service actif en 1824. Décoré par la Prusse de l'ordre de l'Aigle Rouge de 1re classe en 1846, il meurt dans le château de sa femme à Grochowice le 25 avril 1850. Caroline avait acheté le domaine en 1821. Leur fils aîné Giuseppe Camillo Palombini devient capitaine dans l'armée autrichienne.